# (6576) Kievtech
(6576) Kievtech es un asteroide perteneciente al cinturón de asteroides, región del sistema solar que se encuentra entre las órbitas de Marte y Júpiter.
Fue descubierto el 5 de septiembre de 1978 por Nikolái Stepánovich Chernyj desde el Observatorio Astrofísico de Crimea.

## Designación y nombre
Designado provisionalmente como 1978 RK1. Se le dio el nombre en honor al Instituto Politécnico de Kiev-Universidad Técnica Nacional de Ucrania, en el centenario de su fundación en 1898 como modelo para otras instituciones de educación superior en Ucrania. Muchas personas famosas han enseñado allí, entre ellas Serguéi Koroliov y Borýs Patón. El famoso diseñador de aviones y helicópteros Ígor Sikorski fue uno de los 120 000 estudiantes que se graduaron del Instituto.

## Características orbitales
Kievtech está situado a una distancia media del Sol de 3,110 ua, pudiendo alejarse hasta 3,686 ua y acercarse hasta 2,534 ua. Su excentricidad es 0,185 y la inclinación orbital 2,630 grados. Emplea 2002,98 días en completar una órbita alrededor del Sol.
Los próximos acercamientos a la órbita de Júpiter ocurrirán el 14 de abril de 2064, el 20 de junio de 2074 y el 12 de mayo de 2136.
Pertenece a la familia de asteroides de (24) Themis.

## Características físicas
La magnitud absoluta de Kievtech es 12,71. Tiene 16,759 km de diámetro y su albedo se estima en 0,068.